# فهرست افتخارات باشگاه فوتبال ملوان انزلی
باشگاه فوتبال ملوان بندر انزلی در سال  ۱۳۴۸ تأسیس شد و  تا سال ۸۰ بهترین تیم شهرستانی تاریخ لیگ فوتبال ایران بوده‌ است. اگر چه بعد از آن سپاهان اصفهان، ذوب‌آهن اصفهان و فولاد خوزستان تیم ملوان بندر انزلی را به رتبهٔ چهارم فهرست بهترین تیم‌های شهرستانی بردند اما همچنان ملوان با کسب سه عنوان قهرمانی در جام حذفی کشور و پنج نایب قهرمانی، دو مرتبه حضور در بازی‌های آسیایی و کسب عناوین متعدد بهترین تیم شهرستانی در لیگ فوتبال ایران است. همچنین این تیم  در جام تخت جمشید صاحب رکوردی قابل توجه در تاریخ فوتبال کشور است.

## افتخارات داخلی
عناوین و افتخارات کشوری کسب شده توسط باشگاه فوتبال ملوان بندر انزلی عبارتند از:
- ۱۳۵۲: رتبه پنجم بهترین تیم شهرستانی ایران در جام تخت جمشید
- ۱۳۵۳: رتبه ششم در جام تخت جمشید، آقای گلی عزیز اسپندار با ۱۰ گل زده
- ۱۳۵۵: رتبه هفتم بهترین تیم شهرستانی ایران در جام تخت جمشید
- ۱۳۵۵: قهرمان اولین دوره جام حذفی ایران با پیروزی 4 بر 1 در مقابل تیم تراکتورسازی تبریز
- ۱۳۵۶: رتبه سوم بهترین تیم شهرستانی ایران در جام تخت جمشید، آقای گلی عزیز اسپندار با ۱۶ گل زده
- ۱۳۶۵: قهرمان جام حذفی با برد ۲ بر ۱ در مقابل تیم خیبر خرم‌آباد
- ۱۳۶۶: نایب قهرمان جام حذفی با شکست ۱ بر ۰ در تک بازی انجام شده در تهران در مقابل تیم پرسپولیس تهران
- ۱۳۶۷: نایب قهرمان جام حذفی با شکست ۵ بر ۳ در دو بازی رفت (پیروزی ۳ بر ۱) و برگشت (شکست ۴ بر ۰) در مقابل تیم شاهین اهواز
- ۱۳۶۸: رتبه سوم بهترین تیم شهرستانی در لیگ فوتبال ایران، آقای گلی محمد احمدزاده با ۱۶ گل زده
- ۱۳۶۹: قهرمان جام حذفی با پیروزی ۶ بر ۵ در مقابل تیم استقلال تهران در تک بازی انجام شده در ورزشگاه آزادی
- ۱۳۷۰: رتبه چهارم لیگ فوتبال ایران و کسب عنوان بهترین تیم شهرستانی
- ۱۳۷۰: مقام چهارم لیگ فوتبال ایران، نایب قهرمان جام حذفی با شکست ۲ بر ۱ در مقابل تیم پرسپولیس در تک بازی انجام شده در تهران
- فصل ۱۳۸۳ الی ۱۳۸۴: رتبه هفتم لیگ برتر فوتبال ایران و کسب عنوان پدیده لیگ حرفه‌ای
- فصل ۱۳۸۹ الی ۱۳۹۰: نائب قهرمانی جام حذفی با شکست ۴–۲ در ورزشگاه آزادی در مقابل پرسپولیس و پیروزی ۱–۰ در بازی برگشت در ورزشگاه تختی انزلی
- فصل ۱۳۹۱ الی ۱۳۹۲: آقای گلی سید جلال رافخایی با ۱۹ گل زده
- فصل ۹۷ الی ۹۸: آقای گلی شهریار مغانلو در لیگ آزادگان با ۱۶ گل زده
- قهرمان لیگ آزادگان در فصل ۰۱–۱۴۰۰ با ثبت رکورد بیشترین امتیاز کسب شده

نایب قهرمانی جام حذفی در فصل ۰۴_۱۴۰۳ با شکست برابر استقلال تهران

## افتخارات خارجی
عناوین و افتخارات در عرصه بین‌المللی کسب شده توسط باشگاه فوتبال ملوان بندر انزلی عبارتند از:
- ۱۳۵۲: مقام دوم در جام عمران منطقه‌ای پاکستان
- ۱۳۶۰: مقام سوم در جام وحدت با شرکت تیم‌های سوریه، الجزایر، استقلال، پیروزی و امیدهای ارتش ایران
- ۱۳۶۵: قهرمان گروه مقدماتی جام باشگاه‌های آسیا ۱۹۸۶ در سریلانکا (سال ۱۹۸۷ میلادی)

در دور مقدماتی این مسابقات در سریلانکا، تیم ملوان در طی ۳ مسابقه با زدن ۲۱ گل و دریافت تنها یک گل به مقام اول گروه رسید اما پیگیری دور نهایی مسابقات با توجه به مسایل بین‌المللی ممکن نشد.
نتایج کسب شده در جام باشگاه‌های آسیا:
ملوان ۷ - بانک پاکستان ۰ (قایقران ۳ گل، محمدیان، احمدزاده، اسپندار، قنبرنژاد) ملوان ۱ - ساندرز سیلان ۱ (قایقران)
ملوان ۱۲ - ویکتوری مالدیو ۰ (قایقران ۴ گل - احمدزاده ۳ گل - اسپندار ۲ گل - محمدیان - دلخوش - قنبرنژاد)
- ۱۳۶۹: حذف از جام برندگان جام آسیا ۹۲–۱۹۹۱ با دو تساوی ۱–۱ و ۰–۰ در مقابل الرمثه اردن
- فصل ۱۳۸۲ الی ۱۳۸۳: نماینده ایران در مسابقات المپیک آسیا و آفریقا

## افتخارات
افتخارات ملوان در یک نگاه
| لیگ آزادگان | جام حذفی ایران | استانی         | مجموع جامها              | مقام | مقام | مقام |
| لیگ آزادگان | جام حذفی ایران | استانی         | مجموع جامها              | اول  | دوم  | سوم  |
| 🏆🏆        | 🏆🏆🏆         | 🏆🏆🏆🏆🏆🏆🏆 | 🏆🏆🏆🏆🏆🏆🏆🏆🏆🏆🏆🏆 | ۱۲   | ۹    | ۳    |

کشوری
جام حذفی فوتبال ایران
قهرمانی (۳دوره)

قهرمان جام حذفی فوتبال ایران ۱۳۵۵

قهرمان جام حذفی فوتبال ایران ۱۳۶۵ (دوگانه)

قهرمان جام حذفی فوتبال ایران ۱۳۶۹ (دوگانه)
نایب قهرمانی (۵ دوره)
۱۳۶۶ ۱۳۶۷  ۱۳۷۰ ۱۳۸۹  ۰۴–۱۴۰۳
در جام حذفی ایران ملوان در مجموع ۱۱ بار به نیمه‌نهایی رسیده، ۸ بار به فینال راه یافته  و  ۳ دوره قهرمان ایران شده است.
سطح ۲ فوتبال ایران شامل نام‌های(لیگ دسته دوم و لیگ آزادگان)
قهرمانی (۲دوره)
قهرمان لیگ دسته دوم ۷۷–۱۳۷۶
قهرمان لیگ آزادگان ۰۱–۱۴۰۰
نایب قهرمانی (۱دوره)
نایب قهرمان لیگ آزادگان ۸۳–۱۳۸۲
سطح اول فوتبال ایران شامل نام‌های (لیگ برتر فوتبال ایران، جام قدس، جام تخت جمشید)
سومی (۲ دوره)
مقام سوم فوتبال ایران جام تخت جمشید ۱۳۵۶
مقام سوم فوتبال ایران جام قدس  ۶۹–۱۳۶۸
استانی
قهرمان باشگاه‌های گیلان(۷دوره) ۱۳۶۸۱۳۶۶  ۱۳۶۵ دوگانه۱۳۶۶۱۳۶۸۱۳۶۹ دوگانه۱۳۷۰
نایب قهرمانی(۲دوره) ۱۳۶۱ ۱۳۶۴
حضور بین‌المللی
 صعود به مرحله دوم گروهی جام باشگاه‌های آسیا ۱۹۸۶
یک چهارم نهایی جام برندگان جام آسیا ۹۲–۱۹۹۱
نایب قهرمانی جام بین‌المللی عمران پاکستان ۱۹۷۳
مقام سوم جام بین‌المللی وحدت ۱۹۸۱
نماینده ایران در المپیک آسیا آفریقا ۲۰۰۳
افتخارات فردی
- عزیز اسپندار آقای گل ایران جام تخت جمشید ۱۳۵۳
- عزیز اسپندار آقای گل ایران جام تخت جمشید ۱۳۵۶
- محمد احمدزاده آقای گل ایران جام قدس ۶۹–۱۳۶۸
- سید جلال رافخایی آقای گل ایران لیگ برتر ۹۲–۱۳۹۱
- سیروس قایقران و سید جلال حسینی افتخار کاپیتانی تیم ملی فوتبال ایران را دارند

رکورد
- ملوان انزلی اولین قهرمان جام حذفی فوتبال ایران ۱۳۵۵ است
- ملوان اولین قهرمان ایران بعد از انقلاب ۱۳۵۷ است. این تیم در سال ۱۳۶۵ اولین قهرمانی ایران را از آن خود کرد.
- ملوان بهترین تیم در میان تمامی رشته‌های ورزشی ایران در دههٔ شصت خورشیدی شد. در دهه شصت لیگ برگزار نمی‌شد و جام حذفی تنها رقابت سراسری فوتبال ایران بود و فقط یک تیم قهرمان ایران می‌شد وبه آسیا راه میافت. به همین دلیل رقابت سختی ببن باشگاه‌ها وجود داشت. در چنین شرایطی ملوان ۵ دوره به دیدار پایانی رسید و ۲ دوره جام را تصاحب کرد. دردوره‌های ۱۳۶۶، ۱۳۶۹ و ۱۳۷۰ ملوان مجبور شد دیدار پایانی را در تهران برگزار کند.
- بعد از انقلاب ملوان اولین نماینده ایران در جام باشگاه‌های آسیا ۱۹۸۶ بود.
- ملوان پر افتخارترین تیم جام حذفی فوتبال ایران در دهه ۶۰ می‌باشد.
- ملوان با ۵ دوره حضور متوالی (۱۳۶۵_۱۳۷۰) در دیدار پایانی جام حذفی فوتبال ایران رکورددار است.
- کسب دوگانه
- ملوان در سالهای ۱۳۶۵ و ۱۳۶۹ با قهرمانی در جام باشگاه‌های گیلان و جام حذفی فوتبال ایران موفق به کسب دوگانه شد.

ملوان در جام باشگاه‌های آسیا ۱۹۸۶ با ۲۱ گل بیشترین گل زده و هجومی‌ترین تیم جام شد.
ملوان با پیروزی ۱۲ بر صفر مقابل ویکتوری به پرگل‌ترین پیروزی جام دست یافت. این برد یکی از ده پیروزی پر گل تاریخ جام باشگاه‌های آسیا می‌باشد.
محمد احمدزاده با زدن ۹ گل در این بازی رکورد بیشترین گل زده در یک مسابقه را از آن خود کرد که همچنان پابرجاست.
- ملوان انزلی قهرمان لیگ آزادگان ۰۱–۱۴۰۰؛ نساجی مازندران قهرمان جام حذفی فوتبال ایران ۰۱–۱۴۰۰ و استقلال تهران قهرمان لیگ برتر فوتبال ایران ۰۱–۱۴۰۰ اولین قهرمانان سطح حرفه ای فوتبال ایران در قرن پانزدهم خورشیدی هستند.
- بهمن صالح‌نیا پدر ملوان انزلی با (۶) دوره حضور در فینال جام حذفی فوتبال ایران به صیاد جام حذفی معروف است.
- ملوان تنها تیم غیر تهرانی است که در هر دو جام آسیایی (جام باشگاه‌های آسیا ۱۹۸۶ و جام برندگان جام آسیا ۹۲–۱۹۹۱) حضور داشت.
- تیم ملی فوتبال ایران با گل غفور جهانی ملقب به شیر گیلان موفق شد برای نخستین بار به جام جهانی صعود کند.